# 호르헤 알레산드리
호르헤 알레산드리 로드리게스(스페인어: Jorge Alessandri Rodríguez, 1896년 5월 19일~1986년 8월 31일)는 칠레의 제30대 대통령으로, 아르투로 알레산드리의 아들이다. 1947년부터 1950년까지 재무장관이었으며 1958년부터 1964년까지는 대통령직을 맡았다. 1970년 대통령 선거에 출마했으나, 인민연합의 후보였던 사회주의자 살바도르 아옌데 고센스에게 패하였다.

## 역대 선거 결과
| 선거명      | 직책명        | 대수 | 정당   | 득표율 | 득표수      | 결과 | 당락             |
| ----------- | ------------- | ---- | ------ | ------ | ----------- | ---- | ---------------- |
| 1958년 선거 | 칠레의 대통령 | 30대 | 무소속 | 31.56% | 389,909표   | 1위  | 칠레 대통령 당선 |
| 1970년 선거 | 칠레의 대통령 | 32대 | 국민당 | 35.27% | 1,031,159표 | 2위  | 낙선             |